# ارنست ساروخانیانتس
ارنست ادواردی ساروخانیانتس (ارمنی: Էռնեստ Էդուարդի Սարուխանյանց; روسی: Эрнест Эдуардович Саруханянц؛ زادهٔ ۱۹ اوت ۱۹۷۱) بازیکن فوتبال بازنشسته در پست مدافع/هافبک و مربی فوتبال ارمنی‌تبار اهل روسیه است.